# Festival Internacional de Cine de San Sebastián
El Festival Internacional de Cine de San Sebastián (SSIFF), comúnmente abreviado como Festival de San Sebastián (en euskera y cooficialmente, Donostiako Nazioarteko Zinemaldia), es un certamen cinematográfico de la máxima categoría (A) acreditada por la Federación Internacional de Asociaciones de Productores Cinematográficos (FIAPF). Se celebra anualmente a finales del mes de septiembre, en San Sebastián, País Vasco, España.
Su primera edición arrancó el 21 de septiembre de 1953.
El Festival de San Sebastián es el más importante de los que se celebran en España sobre cine y en el conjunto de países de habla hispana, así como uno de los más longevos y prestigiosos de Europa. Constituye, de hecho, uno de los eventos culturales de mayor envergadura y repercusión de España. Es el único festival de la máxima categoría (A) del país y uno de los siete únicos festivales europeos y de los catorce mundiales con esta categoría.
A lo largo de su historia, ha sido escenario de acontecimientos destacables de dimensión internacional, como el estreno internacional de Vértigo y el estreno mundial de North by Northwest, ambas de Alfred Hitchcock, así como del estreno europeo del primer título de la saga Star Wars, en 1977.
En su más de medio siglo de existencia, el festival ha propiciado el descubrimiento de nuevos talentos del mundo del cine. Por ejemplo, es el primer festival al que acudió Roman Polanski al inicio de su carrera e impulsó las de directores como Francis Ford Coppola o Pedro Almodóvar. Al mismo tiempo, el Festival ha gozado de la presencia de estrellas internacionales consagradas, desde Bette Davis, Gloria Swanson, Kirk Douglas, Gregory Peck, Glenn Ford, Elizabeth Taylor y Audrey Hepburn hasta Robert Duvall, Donald Sutherland, Michael Caine, Robert De Niro, Al Pacino, Meryl Streep, Richard Gere, Michael Douglas, Julia Roberts, Denzel Washington, Willem Dafoe, Catherine Zeta-Jones, Mel Gibson, Demi Moore, Naomi Watts, Brad Pitt, Danny DeVito, Viggo Mortensen, Johnny Depp, Ethan Hawke, Ewan McGregor o Marion Cotillard, por poner solo unos ejemplos.
Tras varias ediciones que fueron objeto de críticas contundentes, en la 55 edición, en 2007, el Festival estrenó nueva identidad gráfica y una nueva fórmula que combinaba el cine independiente y de calidad internacional y muy especialmente latinoamericano y español capaz de atraer con fuerza a los aficionados y de agradar a los críticos, con una mayor presencia de actores y directores conocidos por el público.
Aunque esta fórmula le ha permitido recuperar el apoyo de la ciudadanía e incrementar su repercusión mediática, la presión de otros festivales, con presupuestos muy superiores al de San Sebastián y una capacidad de atracción de la industria muy superior, plantea grandes dificultades a las que el Festival donostiarra tendrá que hacer frente en los próximos años.

## Historia

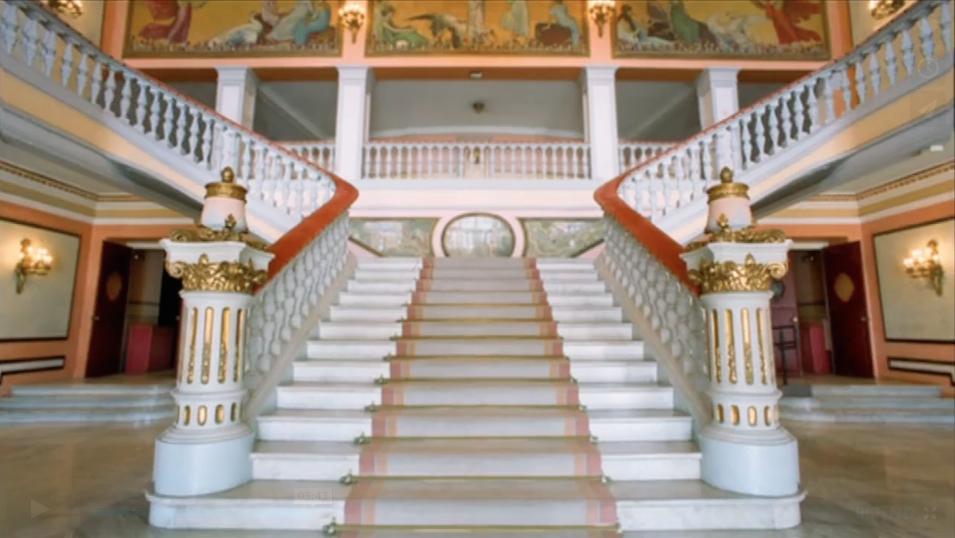
Por la escalinata del Teatro Victoria Eugenia ha ascendido buena parte de las estrellas del cine del

Tras ser concebido para su primera edición en 1953 como una Semana Internacional de Cine impulsada por el comercio local, en la edición de 1954 adquirió la denominación de Festival Internacional de Cine, al hacerse cargo de la organización del certamen el Sindicato Nacional del Espectáculo y el Ministerio de Información y Turismo, satisfechos ambos organismos con los resultados obtenidos en esa primera edición y con ambiciosas aspiraciones de futuro.
En dicha segunda edición obtuvo de la Federación Internacional de Asociaciones de Productores Cinematográficos (FIAPF) la categoría B (festival no competitivo), como recompensa a los esfuerzos demostrados por el gobierno franquista para flexibilizar la censura y permitir ciertos privilegios fiscales a las películas presentadas al certamen.
En 1955 el Festival otorgó la primera Concha de Plata como premio distintivo del certamen (la ganadora fue Giorni d'amore, de Giuseppe de Santis), primer galardón concedido por el Festival a una película extranjera. Al año siguiente, en 1956, la FIAPF no reconoció al Festival. Se avecinaban ciertos nubarrones que podían llevar a la experiencia cinematográfica donostiarra a la desaparición. Visto el interés del régimen franquista en potenciar un festival de cine que proyectara una imagen moderna y cosmopolita de España, el ayuntamiento de Palma de Mallorca mostró un extraordinario interés en que el festival fuera trasladado a dicha ciudad, achacando los titubeos y las crisis del certamen al hecho de que se celebrara en San Sebastián
Las autoridades decidieron, sin embargo, mantener el festival en la capital guipuzcoana y abrirlo con cierta generosidad, dentro de los limitados márgenes de un régimen dictatorial, al cine estadounidense.

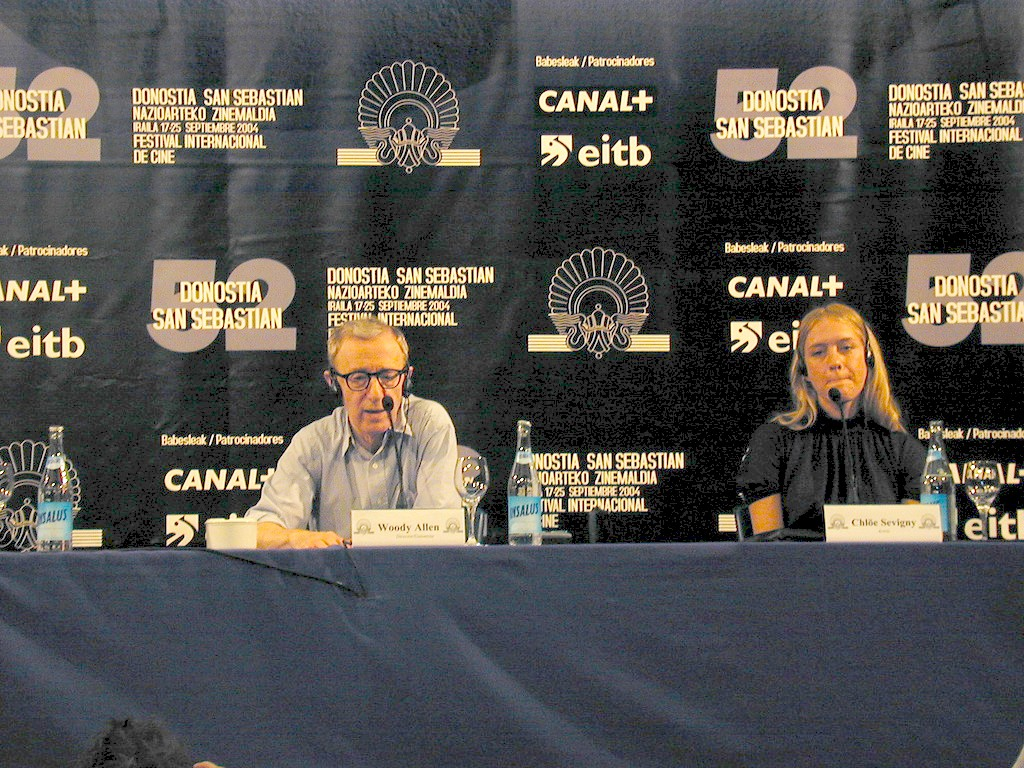
Woody Allen en una rueda de prensa durante la 52 edición, en la que estrenó su película Melinda & Melinda.

Gracias a este decisivo paso, que suponía el espaldarazo definitivo al certamen, en 1957 le fue concedida la máxima categoría, la categoría A (festival competitivo), quedando establecida la Gran Concha de Oro como principal galardón. En dicha primera edición en la máxima categoría, se proclamó ganadora a otra película italiana, La nonna Sabella, de Dino Risi. En la siguiente edición, en 1958, fue premiada Ewa chce spac, de Tadeusz Chmielewski. Una decisión que resultó polémica, dado que contra ella competía una película de calidad muy superior, Vértigo, de Alfred Hitchcock, que visitó San Sebastián, presentada en primicia mundial en el certamen donostiarra. La presencia de estrellas como Kirk Douglas, quien atendió pacientemente el agotador programa de actos que la precaria organización del Festival le había preparado, o el propio Alfred Hitchcock, era la recompensa de la industria Hollywoodiense por el interés mostrado por la organización del certamen. A pesar de la cierta injusticia cometida con Vértigo, Hitchcock cumplió su promesa de estrenar su próxima película, North by Northwest, en San Sebastián al año siguiente, con la que tampoco consiguió la Concha de Oro.
Tras la remontada iniciada en 1957, el Festival perdió la categoría A en 1963, recuperándola al año siguiente. Dirigido desde 1970 por Luis Gasca, una grave crisis se apoderó del certamen entre 1980 y 1984. Al tomar las riendas Diego Galán se inició el camino de recuperación de la máxima categoría, instaurándose el Premio Donostia. En 1990 Pello Aldazabal fue nombrado Delegado General del Festival y las siguientes dos ediciones, la 39 y la 40, de los años 1991 y 1992, fueron gestionadas por Koldo Anasagasti como Director y por Rudi Barnet como Delegado General. 
Desde el año 1991 el Festival está organizado por una sociedad anónima con la denominación del Festival en cuyo accionariado participan a partes iguales el Instituto de la Cinematografía y de las Artes Audiovisuales (Ministerio de Cultura), el Gobierno Vasco, la Diputación Foral de Guipúzcoa y el Ayuntamiento de San Sebastián.
Desde enero de 2001 el festival está dirigido por el guipuzcoano Mikel Olaciregui, en sustitución de Diego Galán. El nuevo director ha vivido alguno de los años más difíciles del festival. En el año 2001, en vísperas del festival, se producen los atentados del 11-S, lo que desemboca en la ausencia de estrellas norteamericanas. En el año 2003 se produce una huelga en el Hotel María Cristina, punto neurálgico del certamen, secundada por el 90% de la plantilla de trabajadores, de forma que la concentración habitual de estrellas se disuelve y éstas buscan alojamiento en otros hoteles de la ciudad.
Sin embargo, en 2004 Woody Allen estrenó a nivel mundial en San Sebastián su película Melinda & Melinda en la gala de inauguración de la 52 edición, lo que supuso todo un hito en la historia del festival, que desplazaba al Festival de Venecia como lugar de estreno de las películas del director neoyorquino. Tras dos ediciones más discutidas, las ediciones 53 y 54, la de 2007, marcada positivamente por la recuperación del histórico Teatro Victoria Eugenia, que había permanecido cerrado y en obras desde el año 2000, devolvió a San Sebastián a un buen puñado de estrellas internacionales, entre las que cabe destacar a Samuel L. Jackson, Demi Moore, Roberto Benigni, Viggo Mortensen, David Cronenberg o Richard Gere. Las enormes aglomeraciones de donostiarras que se acercaron a recibir a las estrellas superaron, con mucho, las que se habían producido en las ediciones anteriores, y devolvieron al Festival la plena aceptación popular del público donostiarra no habitual en las salas de cine durante el certamen. En cualquier caso, la principal característica del Festival, diferenciadora del resto de festivales, es la capacidad de atracción de los propios donostiarras, que inundan las salas de cine de la ciudad, que durante esos días solo emiten películas del Festival. Se trata del Festival con mayor asistencia de público del circuito de Festivales internacionales de primera categoría.

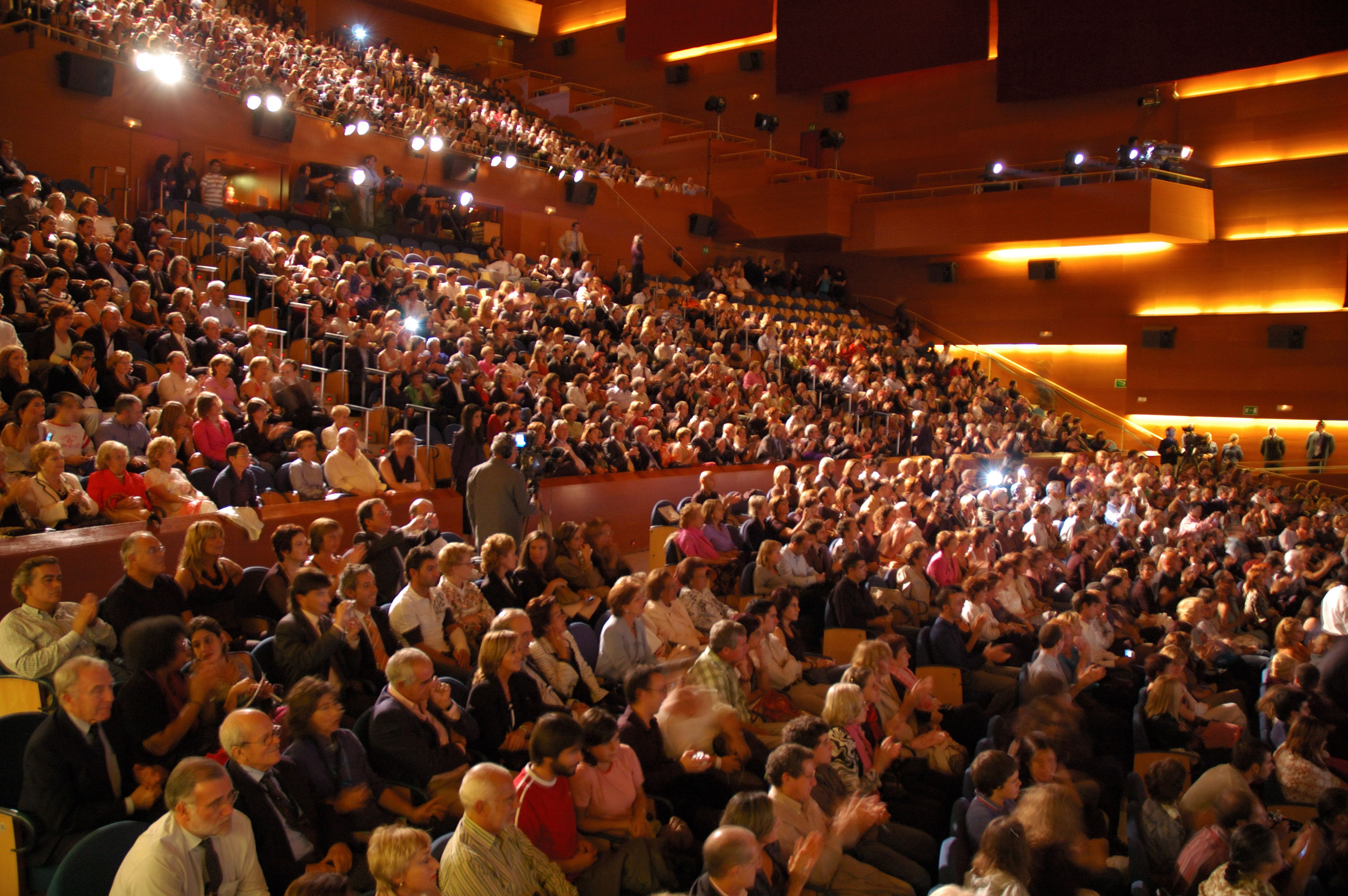
El Kursaal durante la gala de clausura de la 54 Edición (2006).

En 2008 se produce otro repunte en la trayectoria del festival con la presentación de la nueva película de Woody Allen: Vicky Cristina Barcelona, que cuenta con la presencia del propio Woody Allen y de Javier Bardem. Antonio Banderas recibe el premio Donostia de manos de Pedro Almodóvar, y Ben Stiller y Robert Downey Jr presentan su nueva película la supertaquillera Tropic Thunder; también se pueden ver pequeñas perlas del cine como la adaptación del libro El niño del pijama de rayas. Otros visitantes ilustres son Meryl Streep, galardonada con el premio Donostia, y John Malkovich.
El Festival de San Sebastián se ha estabilizado en su tradicional enfoque al ámbito hispanohablante sin haber renunciado a su dimensión internacional.

## Organización
El presupuesto del Festival es, hoy por hoy, el mayor de todos los festivales que se celebran en España (en torno a los 10 millones de euros por año), y se financia gracias a los ingresos por patrocinios y a las subvenciones que, a partes iguales, le otorgan el Ayuntamiento de San Sebastián, la Diputación de Guipúzcoa, el Gobierno Vasco y el Ministerio de Cultura. El Instituto de la Cinematografía y las Artes Audiovisuales (ICAA), dependiente de este último, dedica casi la mitad de su presupuesto de apoyo a festivales de cine españoles (2.200.000 euros) al Festival de San Sebastián, destinando los fondos restantes a 41 festivales de cine distintos.

### Accionariado
El Festival de Cine de San Sebastián es gestionado por una sociedad pública cuyo accionariado está compuesto por:
- Instituto de las Artes y Ciencias Cinematográficas (Ministerio de Cultura): 25%
- Administración de la CAE: 25%
- Diputación Foral de Guipúzcoa: 25%
- Ayuntamiento de San Sebastián: 25%

## Secciones

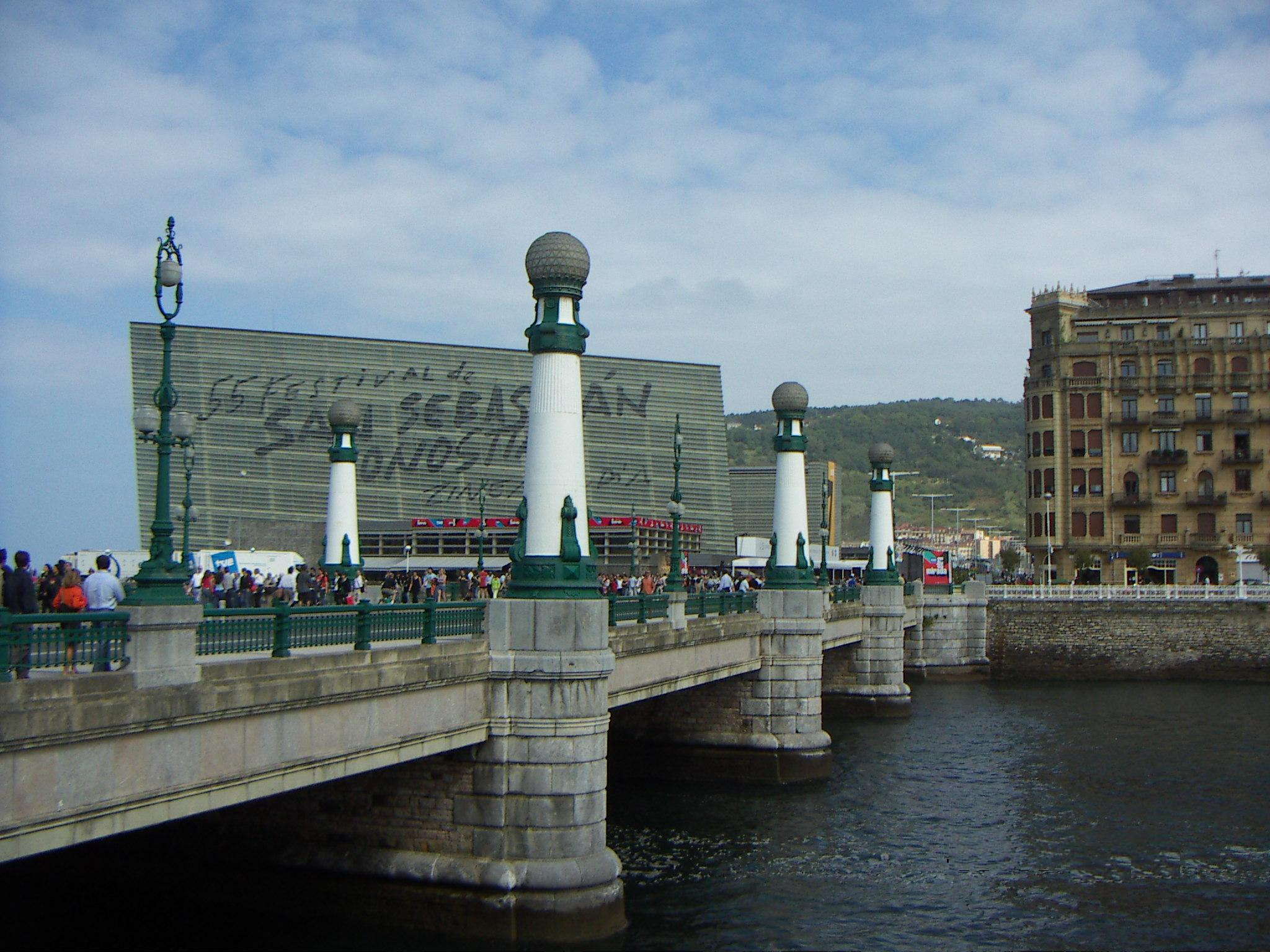
Vista del Kursaal durante la 55 edición del festival (2007).

El Festival está constituido de diversas secciones.

### Secciones a concurso

#### Sección Oficial
La Sección Oficial es la más alta categoría a concurso del festival. En ella participan películas a concurso de alto presupuesto, con la condición de no haber sido presentadas a otros festivales. El número medio de películas que participan en esta sección es de unas quince.

#### Nuevos directores
Se trata de una sección competitiva que reúne primeras o segundas obras inéditas de sus directores. Anteriormente integrada en la sección Zabaltegi, se desligó de esta en la 60.ª edición. 

#### Perlas
Se trata de una selección de algunas de las mejores películas previamente presentadas en otros festivales internacionales del mismo año. 

#### Zabaltegi - Tabakalera
Zabaltegi ('lugar abierto', en euskera) es un espacio libre, abierto a todo tipo de estilos, duraciones y temáticas. El aire informal de las proyecciones, muy distintas de la elegancia que caracteriza las de la Sección Oficial, propicia un contacto directo entre el público y los directores y actores de las películas, siendo habitual la comparecencia en directo de los realizadores tras las proyecciones para responder a preguntas del público e intercambiar ideas con él. Es este último punto uno de los puntos fuertes del Festival y que lo diferencia de otros festivales. En 2016 la sección pasó a ser competitiva y a llamarse Zabaltegi-Tabakalera.

#### Horizontes latinos

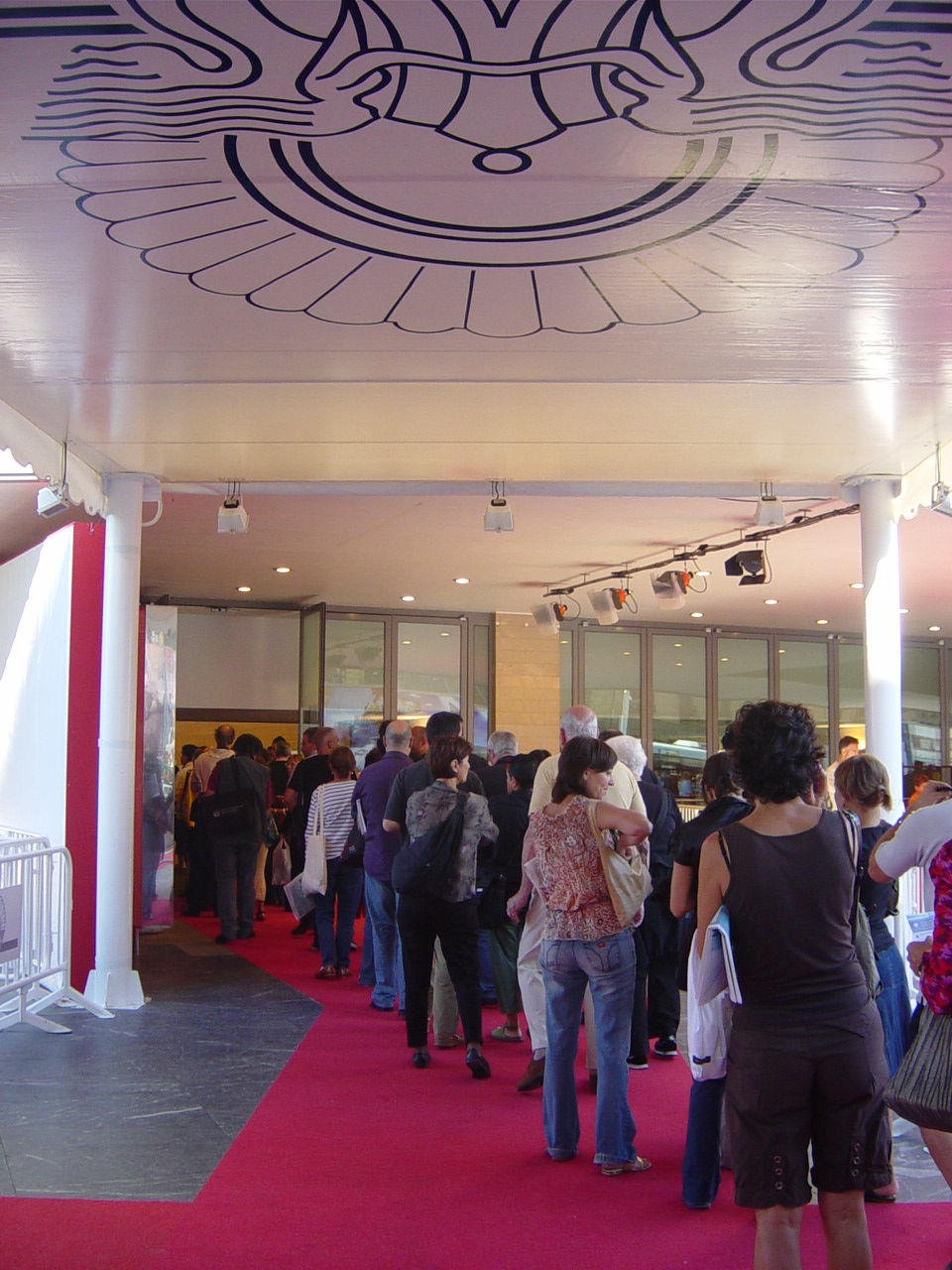
Entrada del Auditorio Kursaal durante el Festival.

En esta sección se presentan películas inéditas en España rodadas por un director latino o inspiradas en las comunidades latinas y financiadas totalmente o en parte en América Latina.
Contiene la sección Cine en Construcción, cuyo objetivo es brindar nuevas oportunidades a películas independientes latinoamericanas y españolas en fase de posproducción y ofrecer a sus directores y productores, en colaboración con los Encuentros Cines de América Latina de Toulouse, un lugar de intercambio directo con profesionales e instituciones como paso decisivo para llegar al público.
Con la creación de esta sección el Festival vino a reforzar su posición hegemómica en lo que a festivales de cine se refiere en el ámbito hispano/latinoamericano. Horizontes Latinos, con su extensa muestra de cine latinoamericano, se ha constituido, en los últimos años, en el principal filón diferenciador del festival y en uno de sus más importantes activos.

#### Made in Spain
Es una muestra del mejor cine producido en España durante el año. Algunas de las películas de la sección son estrenos absolutos. Con esta sección, el Festival reafirma su hegemonía entre los festivales de cine españoles y su apoyo al cine español, que se ha revelado decisivo para la promoción nacional e internacional de actores y directores.

#### Zinemira
Creada en 2009, esta sección presenta una muestra de películas producidas en el País Vasco, tanto rodadas en español como en euskera. Se sustituye así el Día del Cine Vasco por una sección fija mediante la que el certamen pretende apoyar la creación cinematográfica de la comunidad autónoma.

### Secciones fuera de concurso

#### Retrospectivas
Se trata de ciclos de películas clásicas o más modernas programados como homenaje a distintas figuras del mundo del cine. En cada edición hay entre dos y tres retrospectivas:
- Retrospectiva clásica: En este ciclo se proyectan películas clásicas como homenaje a un actor o director del cine clásico.
- Retrospectiva temática: En esta retrospectiva se trata un tema social determinado a través de una cuidada selección de películas.
- Retrospectiva contemporánea: Se trata de un ciclo de películas en las que actúa o que están dirigidas por la figura homenajeada, que ha de ser una figura cinematográfica en activo.

El Festival de San Sebastián edita cada año varios libros sobre las temáticas y los cineastas a quienes se han dedicado las diferentes retrospectivas. Pionero en esta labor, tanto las retrospectivas como los libros sobre ellas editados por el Festival son dos de los elementos con mayor trascendencia internacional del certamen.

#### Velódromo
Se trata de la emisión de películas para un público popular, principalmente infantil, en el Velódromo del complejo deportivo de Anoeta. En dicho recinto se instala una macropantalla y se emiten películas para todos los públicos. El objetivo de estas proyecciones es lograr acercar el festival a todos los ciudadanos.

## Eventos paralelos

### Encuentros Internacionales de Escuelas de Cine
Durante el festival se celebran los Encuentros Internacionales de Escuelas de Cine, un intercambio de ideas y experiencias entre estudiantes de cine de Europa y América Latina que incluye proyecciones de los trabajos de dichos estudiantes. Organizado en colaboración con el canal cultural europeo de televisión, Arte, y el Gobierno francés, incluye un adelanto en estreno mundial de los trabajos del Atelier/Masterclass antes de ser emitidos por dicho canal. Con el fin de proporcionar la máxima visibilidad a los trabajos de los futuros cineastas, el festival pone a su disposición la videoteca y el Sales Office.

### The Industry Club
El Festival pone a disposición de los profesionales de la industria cinematográfica una oficina denominada The Industry Club diseñada a su medida para facilitar el cierre de acuerdos de financiación o producción de películas, facilitando la propia organización el contacto entre los distintos profesionales del cine en un entorno íntimo y propicio. Este espacio ofrece conexión a internet, videoteca con cabinas, salas de proyección, salas de reuniones, expositores con información y stands informativos.

### Fiestas
Las fiestas organizadas por el Festival de San Sebastián son otro de los aspectos importantes del certamen. Tienen lugar todas las noches en el Hotel María Cristina, en las discotecas de la bahía de La Concha, en el Palacio de Ayete o en el Palacio de Miramar, y son un importante punto de encuentro de actores, productores, directores y críticos de todo el mundo, aunque principalmente de España y América Latina.

## Premios

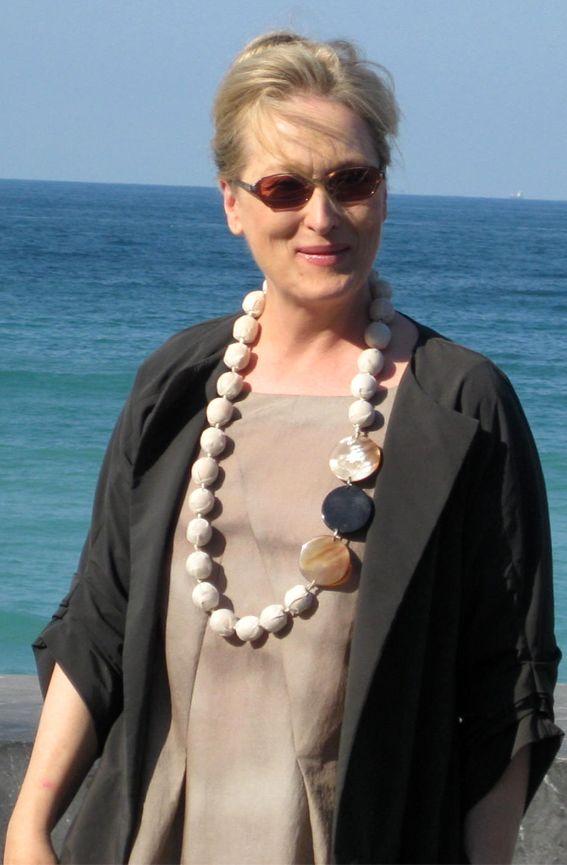
Meryl Streep, Premio Donostia en 2008

### Premios oficiales
Los premios oficiales se conceden solo a películas presentadas en la Sección Oficial del festival. El encargado de otorgarlos es el Jurado oficial del Festival, compuesto de destacadas figuras del mundo del cine. Estos premios son  reconocidos internacionalmente con la máxima categoría por la FIAPF.
- Concha de Oro

 (cualquier nacionalidad)
- Concha de Plata a la mejor dirección

- Concha de Plata a la mejor interpretación protagonista (desde 2021)

- Concha de Plata a la mejor interpretación de reparto (desde 2021)

- Premio del Jurado a la mejor fotografía
- Premio del Jurado al mejor guion

Las categorías descontinuadas incluyen: 
- Concha de Plata a la mejor actriz (1953–2020)

- Concha de Plata al mejor actor (1953–2020)

### Premios no oficiales

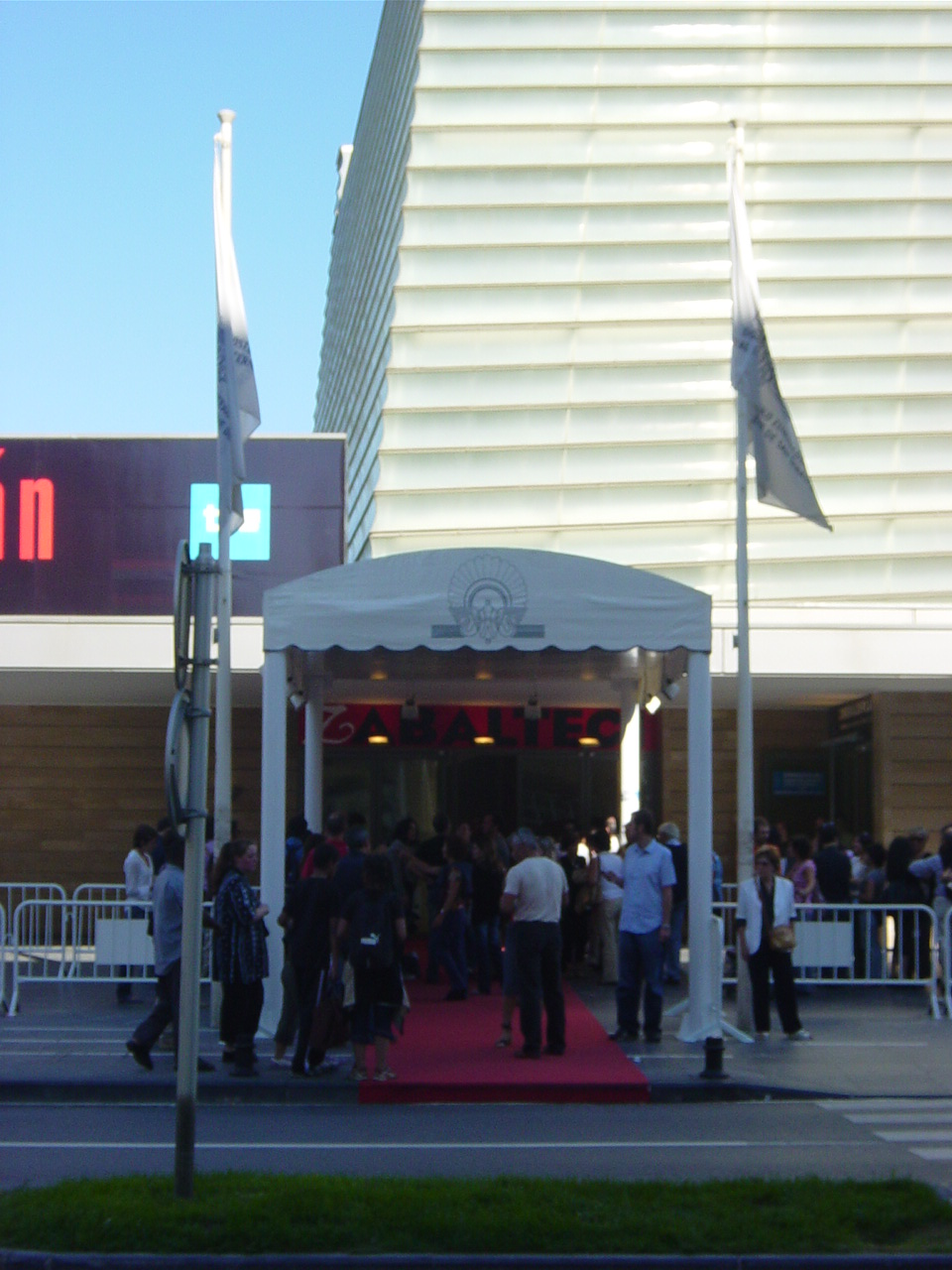
Entrada a la sala de cámara del Kursaal, donde se emiten las películas de la sección Zabaltegi.

Al margen de los citados premios oficiales, el Festival concede otros bajo patrocinio publicitario y con diferentes tipos de jurado.
- Premio Nuevos Directores
Un jurado internacional distinto del oficial es el encargado de otorgar el premio de 90.000 euros a alguno de los primeros o segundos largometrajes de un director incluidos en la sección Nuevos Directores. El premio se reparte, a partes iguales, entre el director de la película y el importador español.
- Premio del Público
El público, mediante su puntuación tras el visionado de cada película, es el encargado de decidir la película ganadora de este premio de entre las presentadas en la sección Perlas. Tiene como objetivo estimular la importación de películas de calidad y está dotado con 70.000 euros en concepto de ayuda a la promoción.
- Premio de la Juventud
Está compuesto de 350 jóvenes de entre 17 y 21 años, tanto españoles como extranjeros, elegidos de forma colectiva en centros escolares o mediante inscripción en su centro de estudios. Los participantes evalúan cada película con una votación posterior a su exhibición, y tienen la posibilidad de charlar con los directores e intérpretes. Este jurado evalúa las películas de Nuevos Directores (primeros o segundos largometrajes de un director, tanto de Zabaltegi como de la Sección Oficial).
- Premio Horizontes
Se trata de un premio concedido por el Festival a alguna de las películas de la sección Horizontes. Tiene como fin estimular la producción y distribución de películas lationamericanas inéditas en territorio español, y está dotado con 18.000 euros.
- Premios Cine en Construcción
Para otorgar estos premios se evalúan las distintas películas de la sección Cine en Construcción de Horizontes Latinos. Están encaminados a la financiación definitiva de una película en proceso de posproducción.
- Premios Cine en Movimiento
Un comité selecciona varias películas, que tendrán la oportunidad de moverse en una gira organizada por el Festival de San Sebastián a través de diversos puntos del mundo.
- Premio Encuentro Internacional de Escuelas de Cine
El Premio se concede al director de uno de los trabajos presentados por alumnos de los encuentros, y consiste en un equipamiento completo de una cámara profesional para cuatro semanas de rodaje o un crédito de 10 000 euros de cualquier material alquilado para el director. El Jurado de los Encuentros determina, asimismo, los tres directores noveles que podrán presentar sus obras a la sección de cortometrajes Short Film Corner de la siguiente edición del Festival de Cannes.
- Premio Otra Mirada
Se trata de un premio otorgado por TVE, patrocinador del festival, a aquella película que mejor refleje el universo femenino, desde una óptica comprometida con la igualdad y la no discriminación.
- Premio Irizar al Cine Vasco
Un jurado específico es el encargado de otorgar este premio a la mejor película vasca (País Vasco, Navarra y País Vasco Francés) presentada en estreno mundial en cualquier sección del Festival.
- Premio mejor película principal nacionalidad la española
- Premio mejor película principal nacionalidad francesa
- Premio mejor película versión original sea el euskera

### Premio Donostia
Creado en 1986, tiene como objetivo homenajear a un actor por su trayectoria profesional. El primer premiado fue Gregory Peck.

### Otros premios

#### Premio FIPRESCI
El Premio FIPRESCI de la crítica internacional, decidido por más de 350 profesionales de todo el mundo de entre la producción cinematográfica internacional de toda la temporada, se otorga en el Festival de San Sebastián.

#### Premio Nacional de Cinematografía
El Premio Nacional de Cinematografía, concedido por el Ministerio de Cultura, se entrega anualmente en un acto celebrado en el Hotel María Cristina durante el Festival de Cine.

#### Premio Sebastiane
El premio Sebastiane se entrega al film o documental proyectado durante el Festival que mejor refleje los valores y la realidad de lesbianas, gais, transexuales y bisexuales, y que en los últimos años ha sido entregado por el director del Festival Internacional de Cine de San Sebastián José Luis Rebordinos.

#### Listado de premios más o menos oficiales
Concha de oro a mejor película internacional
Premio Irizar al Cine Vasco (Un jurado específico es el encargado de otorgar este premio a la mejor película vasca)
Premio mejor película principal nacionalidad española
Premio mejor película principal nacionalidad francesa
Premio mejor película versión original sea el euskera

Concha de Plata a la mejor dirección 
Premio Nuevos Directores
Premio del Jurado al mejor guion
Mejor guion adaptado 

Concha de Plata al mejor actor 

Concha de Plata a la mejor actriz 
Mejor interpretación masculina de reparto
Mejor interpretación femenina de reparto 
Mejor actor revelación 
Mejor actriz revelación 
Mejor música original
Mejor canción original 
Premio del Jurado a la mejor fotografía
Mejor montaje 
Mejor sonido 
Mejor dirección artística
Mejor diseño de vestuario 
Mejor maquillaje y peluquería 
Mejores efectos especiales 
Mejor dirección de producción 
Mejor película de animación 
Mejor película documental 
Mejor cortometraje de ficción 
Mejor cortometraje de animación 
Mejor cortometraje documental 
Premio Donostia

## Sedes

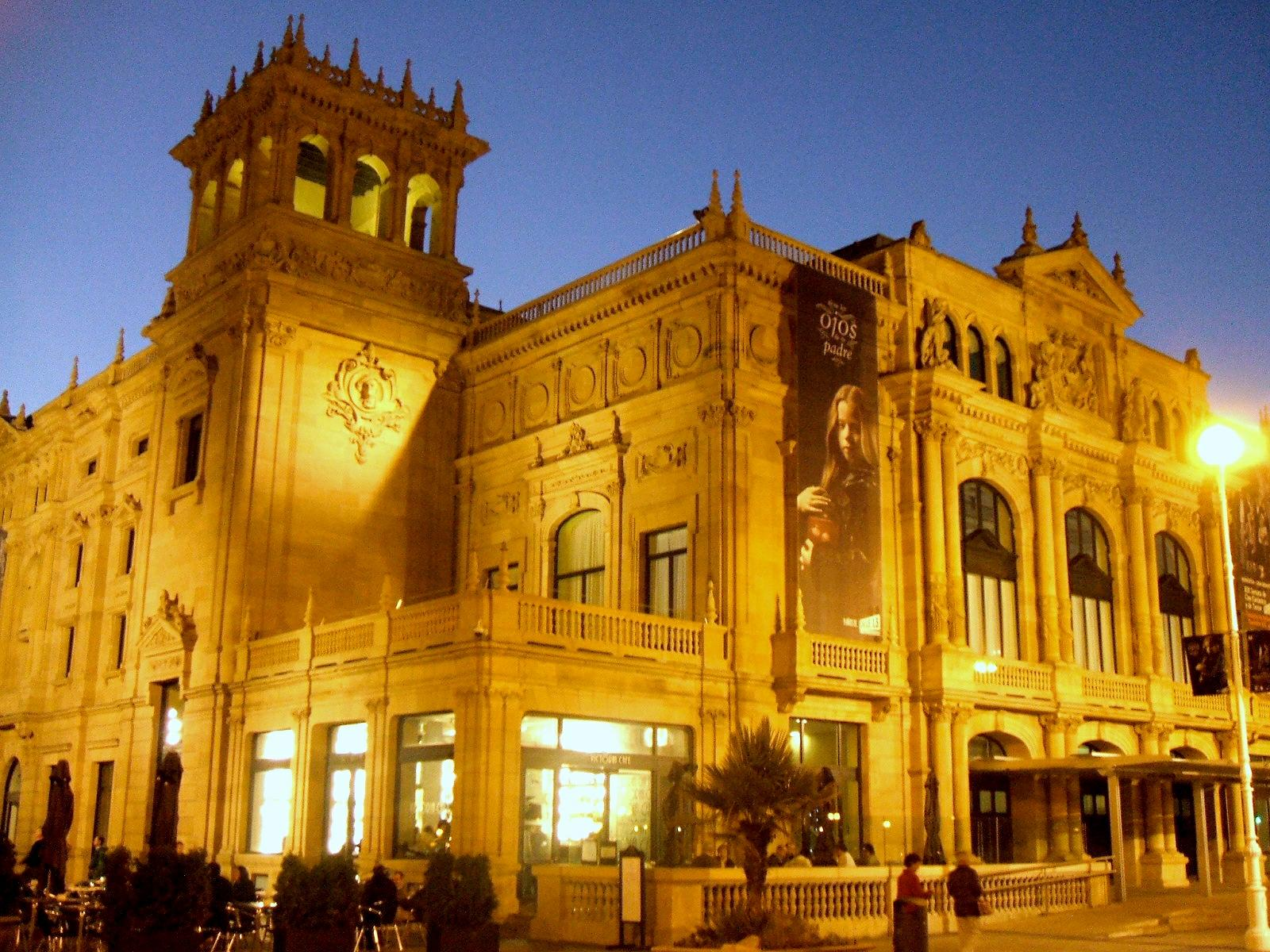
Fachada del Teatro Victoria Eugenia.

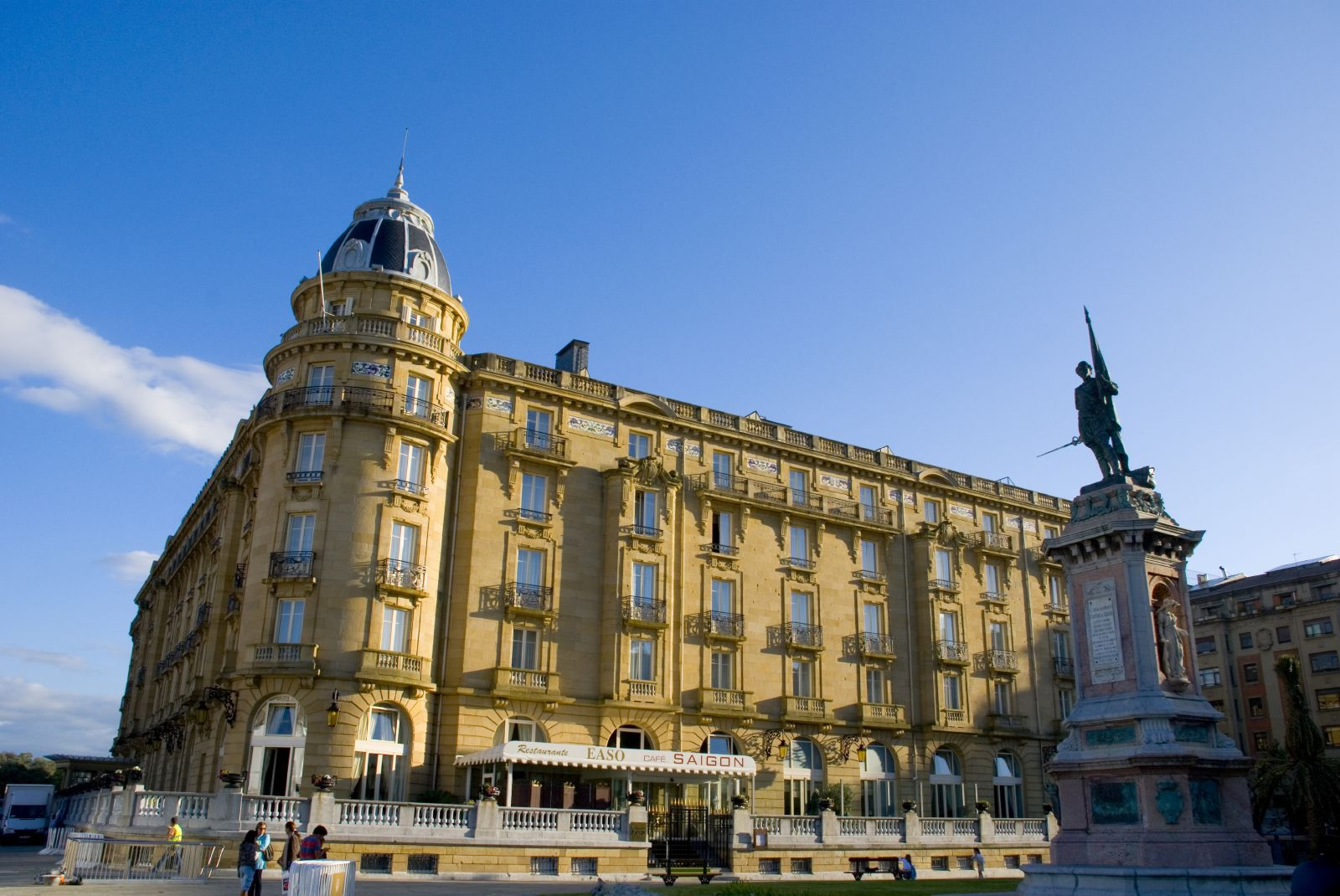
Vista del Hotel María Cristina desde la plaza de Oquendo

El Festival se desarrolla en distintos puntos de San Sebastián. Las oficinas de la organización están situadas en el Teatro Victoria Eugenia, y están abiertas todo el año: los responsables del Festival se dedican los doce meses del año a la organización de la siguiente edición. Las proyecciones tienen lugar en distintos escenarios:
- Palacio de Congresos y Auditorio Kursaal

En el auditorio se proyectan las películas de la Sección Oficial y se celebran las galas de inauguración, clausura y entrega de premios. En la sala de cámara se proyectan las películas de Zabaltegi, así como otras proyecciones especiales. En las Salas Polivalentes del Kursaal se sitúa el Industry Club así como otras oficinas de información.
- Teatro Victoria Eugenia

Sede principal del Festival hasta la construcción del Kursaal en 1999. Por él han desfilado las principales estrellas del cine internacional desde 1953.
- Teatro Principal

El más antiguo teatro de la ciudad, inaugurado en 1843, acoge ciertas proyecciones del Festival.
- Hotel María Cristina

A pesar de no ser propiamente un punto cinematográfico, el hecho de ser el lugar de alojamiento de las estrellas que acuden al Festival lo convierte en un lugar de especial interés y trascendencia. Por sus lujosas habitaciones y salones han pasado las más importantes personalidades del cine internacional de los últimos tiempos.
- Cines Príncipe

En dicha sala de cine, situada frente al Museo San Telmo en la Parte Vieja donostiarra, se proyectan documentales, pases de prensa y otras películas del festival abiertas al público.
- Tabakalera

Desde su apertura en septiembre de 2015 el centro de cultura internacional acoge las proyecciones de la sección Zabaltegi-Tabakalera, el encuentro de estudiantes de cine y proyecciones y encuentros en sus dos salas de cine.
Además de estos tres puntos, en la mayor parte de salas de cine de la ciudad durante el Festival sólo se proyectan películas de las diferentes secciones del certamen. De esta manera, cualquier ciudadano que lo desee puede disfrutar de todas las películas del Festival.

## Ediciones
| Ediciones |
| 1953 · 1954 · 1955 · 1956 · 1957 · 1958 · 1959 · 1960 · 1961 · 1962 · 1963 · 1964 · 1965 · 1966 · 1967 · 1968 · 1969 · 1970 · 1971 · 1972 · 1973 · 1974 · 1975 · 1976 · 1977 · 1978 · 1979 · 1980 · 1981 · 1982 · 1983 · 1984 · 1985 · 1986 · 1987 · 1988 · 1989 · 1990 · 1991 · 1992 · 1993 · 1994 · 1995 · 1996 · 1997 · 1998 · 1999 · 2000 · 2001 · 2002 · 2003 · 2004 · 2005 · 2006 · 2007 · 2008 · 2009 · 2010 · 2011 · 2012 · 2013 · 2015 · 2016 · 2017 · 2018 · 2019 · 2020 · 2021 · 2022 · 2023 · |